# 中華門 (北京)

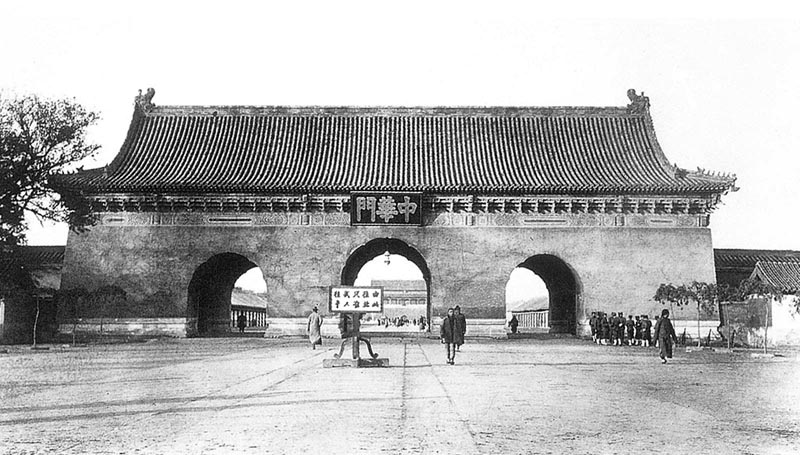
1912年の中華門

中華門は北京市に15世紀から1958年の間あった城門。

## 歴史
中華門は明代の永楽時代に建てられた。建立当時は皇帝の南門であり、古くから南を高貴なものと見なしていたことから、「国門」の地位を享受していた。その名の王朝の変化に伴って門の名前も変更された。明代では大明門、清王朝の順治の最初の年（1644年）に、それは大清門と改名された。1911年の辛亥革命後、 1912年に中華門に改名された。
1952年に天安門広場を拡張するために、1954年にそれを取り壊すことが決定された。

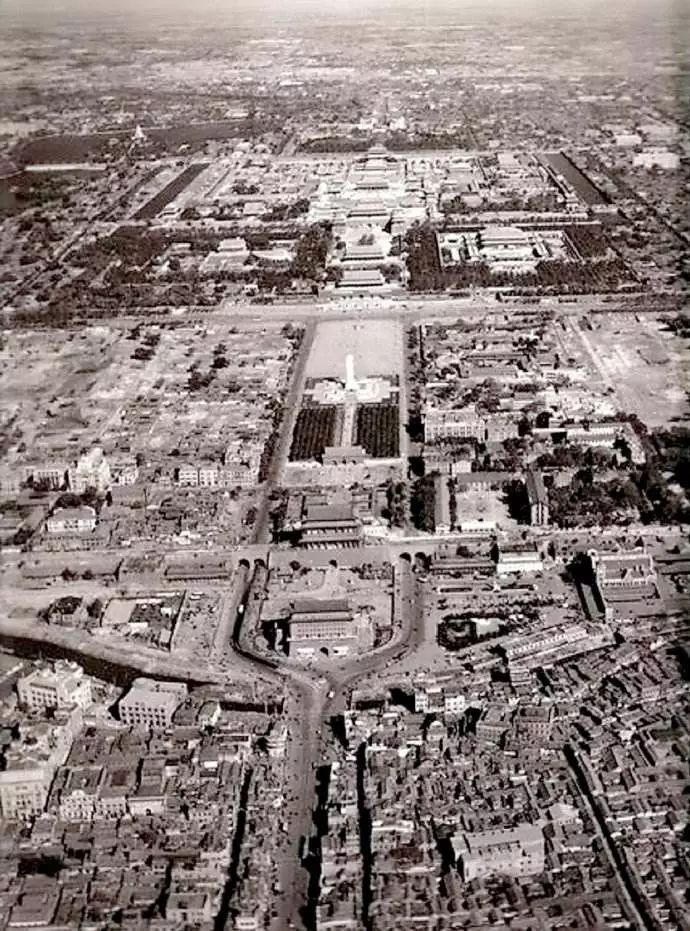

写真によると、1958年4月22日に人民英雄紀念碑が完成した後も、中華門の存在は確認されている。
しかし中華門は視界を遮ったため、人民大会堂の建設中に正式に取り壊された。
1976年に毛沢東の没後、毛主席紀念堂がかつて中華門があった場所に建てられた。

## ギャラリー

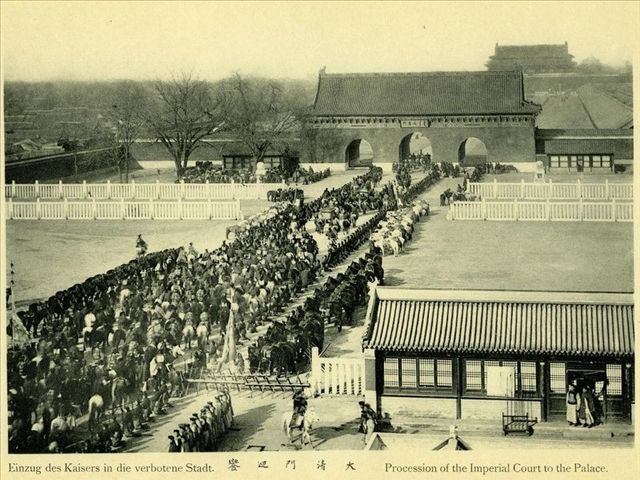
1902年1月7日に大清門の前で光緒帝の列を迎える様子。
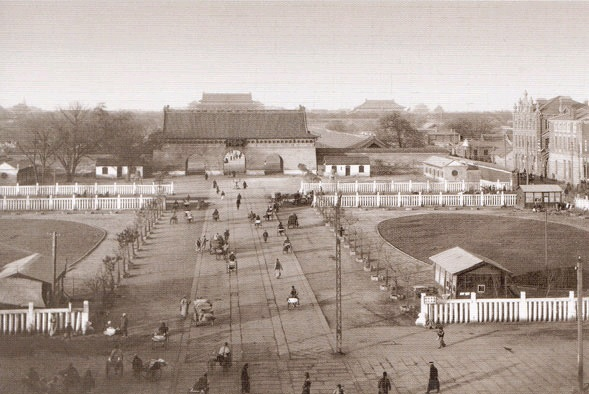
中華門と門広場の様子
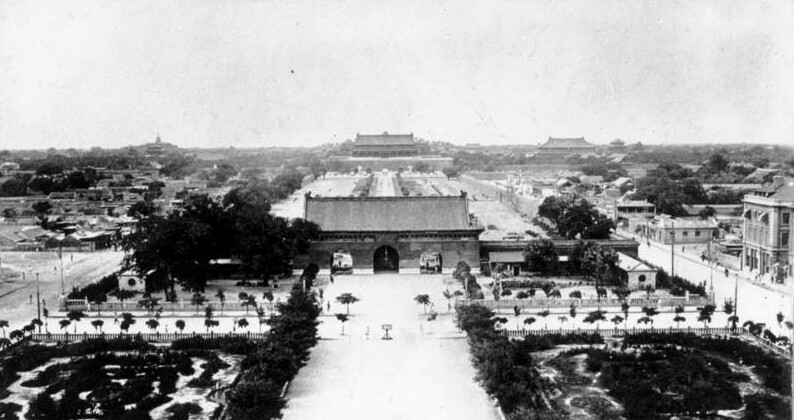
1900年の大清門
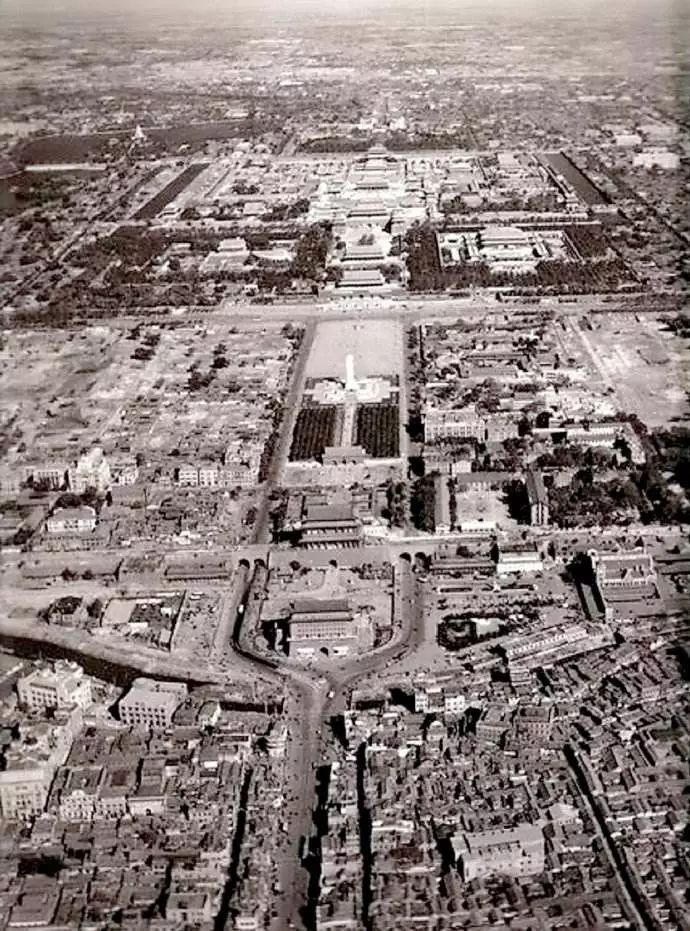
1958年後半または1959年の中華門とその周辺。この写真によると、先述のように中華門の存在が確認できる。(中央)